# オナジマイマイ
オナジマイマイ（同蝸牛）、学名 Bradybaena similaris は、有肺目ナンバンマイマイ科に分類されるカタツムリの一種。人家付近や田畑などで見られ、野菜や苗などを食害する小型のカタツムリである。東南アジア原産だが農作物に付着し、日本を含む世界各地で外来種として分布を広げた。

## 特徴
成貝は殻高13mm・殻径18mmほどで、カタツムリとしてはやや小型である。貝殻の螺層は5.5階でよく膨らむ。貝殻は半透明の黄白色か褐色で、褐色の色帯が1本入るものと入らないものがいるので、殻の配色は計4パターンとなる。有帯は無帯に，黄色は赤色に遺伝的に優性である。この中では黄白色・無帯のものが多い。臍孔は小さい。ウスカワマイマイに似るが小型で体層は大きく発達せず、殻口が肥厚するので区別できる。軟体部は淡褐色をしている。
本来の分布域は東南アジアで、タイプ産地はティモール島である。しかしチャノキ、サツマイモ、サトウキビなどの農作物に付着し、これらの伝播とともに世界各地の熱帯・温帯地域に分布を広げてしまった。日本でも北海道南部以南の各地で見られる。
人家付近の庭園や農耕地などに生息し、草木の根元などに潜む。山林には生息しない。日本産カタツムリではウスカワマイマイと同様に人里に出現しやすい種類である。
雌雄同体なので交尾により他個体と精莢を交換した後に産卵する。春から秋まで産卵するが、特に6-8月によく産卵する。また秋に交尾した個体はそのまま越冬し翌年春に産卵する。交尾回数が多いほど産卵数と産卵回数も増え、産卵期間も長くなる。1度の産卵数は約20個で、産卵後2-3週間で孵化し、この子貝は生後100日ほどで性成熟し繁殖可能になる。寿命は少なくとも3年とみられている。

## 日本産近縁種
コハクオナジマイマイ（琥珀同蝸牛） B. pellucida Kuroda et Habe in Habe,1953
殻径15mmほど。オナジマイマイとちがって日本固有種である。中国地方、九州、屋久島に分布するが、千葉県や神奈川県などにも分布を広げている。
パンダナマイマイ B. circulus (Pfeiffer,1846)
殻高16mm・殻径29mmほど。オナジマイマイに似るが大型で、周縁に弱い角があり、臍孔が広く開く。和名の「パンダナ」はアダン（タコノキ科の常緑高木）のことである。奄美群島・沖縄諸島・大東諸島に分布するが、天草諸島・片島（牛深沖の無人島）での記録もある。
オナジマイマイモドキ（同蝸牛擬） B. c. oceanica Habe,1962
パンダナマイマイの亜種。殻径14mmほど。小型だが殻の弱い周縁角と生殖器の形状はパンダナマイマイに似る。大東諸島に分布する。八丈島にも分布するとされていたが、分子系統解析および生殖器形態から伊豆諸島産はタメトモマイマイ Bradybaena phaeogramma であることが明らかになった。
ホリマイマイ B. c. hiroshihorii Kuroda,1973
パンダナマイマイの亜種ではなく独立種 B. hiroshihorii とする見解もある。殻径16mmと小型で、臍孔が狭い。男女群島の女島、および宇治群島の向島と家島に分布する。